# Kabinett Bismarck
Das Kabinett Bismarck war vom 21. März 1871 bis zum 20. März 1890 die Reichsregierung des Deutschen Kaiserreichs. Es diente unter allen drei deutschen Kaisern, Wilhelm I. (1871–1888), Friedrich III. (1888) und Wilhelm II. (1888–1890).

## Reichstagsmehrheiten
Nach der Reichsgründung 1871 bis zum Ende der „Liberalen Ära“ 1878 stützte sich Bismarck auf eine Mehrheit von Nationalliberaler Partei, Deutscher Fortschrittspartei und Freikonservativen Partei. Auch die Liberale Reichspartei unterstützte bis zu ihrer Auflösung die Regierung. Diese Parteien erreichten bei den Wahlen 1871, 1874 und 1877 stets eine Stabile Mehrheit im Reichstag. Sie unterstützten Bismarck bei dem Großteil seiner Politik, insbesondere bei seinem Kulturkampf gegen die Katholiken. 

Allerdings kam es im Zuge der „Konservativen Wende“ 1878 zum Bruch mit den Liberalen, da diese Bismarcks Schutzzoll Politik ablehnten. So wandte sich Bismarck an die Zentrumspartei und die Deutschkonservative Partei, die für eine rechte „Blau-Schwarze Koalition“ bereit waren, wenn der Kulturkampf enden würde. In der Folge konnte Bismarck nach den Wahlen 1878 und 1881 weiterhin eine stabile Mehrheit von Zentrum und Konservativen auf seiner Seite wissen, die ihm halfen seine Schutzzollpolitik und das Sozialistengesetz zu verabschieden. 

Mit der „Heidelberger Erklärung“ wandten sich die Nationalliberalen 1884 von ihrem oppositionellen Kurs ab, weshalb es für Bismarck möglich war, wieder auf sein altes Bündnis aus Nationalliberalen und Konservativen zu setzen. Nachdem diese Kartellparteien 1884 noch die Mehrheit verfehlten, war Bismarck weiterhin zusätzlich auf die punktuelle Zusammenarbeit mit dem Zentrum angewiesen, die allerdings brüchig war. Dieses lehnte 1886 seine Erhöhung des Wehretats ab, weshalb es 1887 zu Neuwahlen kam, bei denen die Kartellparteien aus Nationalliberalen und Konservativen dann wieder eine stabile Mehrheit im Reichstag erhielten. Somit hatte Bismarck dann bis zum Endes seiner Amtszeit eine Mehrheit im Reichstag.

## Zusammensetzung
| Kabinett Bismarck 21. März 1871 bis 20. März 1890 | Kabinett Bismarck 21. März 1871 bis 20. März 1890                   | Kabinett Bismarck 21. März 1871 bis 20. März 1890           |
| ------------------------------------------------- | ------------------------------------------------------------------- | ----------------------------------------------------------- |
| Reichskanzler                                     |                                                                     | Otto Fürst von Bismarck                                     |
| Vizekanzler ab 17. März 1878                      |                                                                     | Otto zu Stolberg-Wernigerode 1. Juni 1878 bis 20. Juni 1881 |
| Vizekanzler ab 17. März 1878                      | Karl Heinrich von Boetticher                                        |                                                             |
| Auswärtiges Amt                                   |                                                                     | Hermann von Thile 1871 bis 30. September 1872               |
| Auswärtiges Amt                                   | Hermann Ludwig von Balan kommissarisch                              |                                                             |
| Auswärtiges Amt                                   | Bernhard Ernst von Bülow 9. Oktober 1873 – 20. Oktober 1879         |                                                             |
| Auswärtiges Amt                                   | Joseph Maria von Radowitz 1879–1880, kommissarisch                  |                                                             |
| Auswärtiges Amt                                   | Chlodwig Fürst zu Hohenlohe-Schillingsfürst 1880, kommissarisch     |                                                             |
| Auswärtiges Amt                                   | Friedrich Graf zu Limburg-Stirum 1880–1881, kommissarisch           |                                                             |
| Auswärtiges Amt                                   | Clemens Busch 1881, kommissarisch                                   |                                                             |
| Auswärtiges Amt                                   | Paul Graf von Hatzfeldt-Wildenburg 16. Juli 1881 – 24. Oktober 1885 |                                                             |
| Auswärtiges Amt                                   | Herbert Graf von Bismarck ab 1885, bis 1886 kommissarisch           |                                                             |
| Inneres ab 24. Dezember 1879                      |                                                                     | Karl von Hofmann bis 1880                                   |
| Inneres ab 24. Dezember 1879                      | Karl Heinrich von Boetticher                                        |                                                             |
| Justiz ab 1. Januar 1877                          |                                                                     | Heinrich von Friedberg bis 30. Oktober 1879                 |
| Justiz ab 1. Januar 1877                          | Hermann von Schelling bis 31. Januar 1889                           |                                                             |
| Justiz ab 1. Januar 1877                          | Otto von Oehlschläger ab 19. Februar 1889                           |                                                             |
| Marine ab 1. Januar 1872                          |                                                                     | Albrecht von Stosch bis 20. März 1883                       |
| Marine ab 1. Januar 1872                          | Leo Graf von Caprivi bis 5. Juli 1888                               |                                                             |
| Marine ab 1. Januar 1872                          | Alexander von Monts bis 19. Januar 1889                             |                                                             |
| Marine ab 1. Januar 1872                          | Karl Eduard Heusner                                                 |                                                             |
| Post ab 1880                                      |                                                                     | Heinrich von Stephan                                        |
| Schatz ab 1880                                    |                                                                     | Adolf von Scholz bis Juli 1882                              |
| Schatz ab 1880                                    | Franz Emil Emanuel von Burchard bis November 1886                   |                                                             |
| Schatz ab 1880                                    | Karl Rudolf Jacobi bis 14. September 1888                           |                                                             |
| Schatz ab 1880                                    | Helmuth Freiherr von Maltzahn                                       |                                                             |